# Elena Salgado
Elena Salgado Méndez, född 12 maj 1949 i Ourense, är en spansk politiker och medlem av Spanska socialistiska arbetarpartiet. Hon var hälsominister 2004–2007, minister för offentlig förvaltning 2007–2009 och finansminister 2009–2011. Hon var även regeringen Zapateros andra biträdande regeringschef 2009-2011 och första biträdande regeringschef under några månader 2011. 
I egenskap av finansminister ledde hon rådet för ekonomiska och finansiella frågor i EU under det spanska ordförandeskapet första halvåret 2010. Salgado är sedan parlamentsvalet i Spanien 2008 ledamot av Cortes Generales för provinsen Kantabrien.